# Premier ministre des Tuvalu
Le Premier ministre des Tuvalu (en tuvaluan : Ulu o te Malo o Tuvalu ; en anglais : Prime Minister of Tuvalu) est le chef du gouvernement de l'État et archipel polynésien des Tuvalu. Selon la Constitution des Tuvalu, le Premier ministre doit nécessairement faire partie du Parlement et est élu à son poste par les parlementaires lors d'un vote à bulletin secret. Il n'y a aucun parti à Tuvalu donc les alliances majoritaires sont difficiles à former. N'importe quel parlementaire peut se retrouver proposé pour le poste. Le gouverneur général des Tuvalu est chargé de mener à bien ces élections et de désigner le vainqueur.
La fonction de Premier ministre est établi lors de l'accession à l'indépendance des Tuvalu en 1978. Le poste est perçu comme prolongeant celui de Ministre en chef (Chief Minister), en place lors de la période coloniale britannique. Le Premier ministre a parfois aussi le rôle de ministre des Affaires étrangères de l'archipel.
En cas de décès du Premier ministre, le vice-Premier ministre assume l'intérim jusqu'à ce qu'un nouveau Premier ministre soit élu par le Parlement. Ce cas s'est déjà présenté avec la mort de Ionatana Ionatana. Le Premier ministre peut démissionner, être démis de ses fonctions par un vote de défiance ou perdre son poste à la suite de sa défaite en tant que parlementaire. Plusieurs anciens Premiers ministres des Tuvalu sont devenus gouverneurs généraux des Tuvalu.

## Liste des titulaires
Le tableau ci-dessous liste les Premiers ministres des Tuvalu depuis 1978.
| No  | Portrait          | Titulaire (Naissance-mort)    | Élection     | Mandat            | Mandat                             | Mandat                    |
| No  | Portrait          | Titulaire (Naissance-mort)    | Élection     | Début             | Fin                                | Durée                     |
| --- | ----------------- | ----------------------------- | ------------ | ----------------- | ---------------------------------- | ------------------------- |
| 1   | Toaripi Lauti     | Toaripi Lauti (1928-2014)     | 1977         | 1er octobre 1978  | 8 septembre 1981                   | 2 ans, 11 mois et 7 jours |
| 2   | Tomasi Puapua     | Tomasi Puapua (né en 1938)    | 1981 1985    | 8 septembre 1981  | 16 octobre 1989                    | 8 ans, 1 mois et 8 jours  |
| 3   | Bikenibeu Paeniu  | Bikenibeu Paeniu (né en 1956) | 1989 09/1993 | 16 octobre 1989   | 10 décembre 1993                   | 4 ans, 1 mois et 24 jours |
| 4   | Kamuta Latasi     | Kamuta Latasi (né en 1936)    | 10/1993      | 10 décembre 1993  | 24 décembre 1996                   | 3 ans et 14 jours         |
| (3) | Bikenibeu Paeniu  | Bikenibeu Paeniu (né en 1956) | — 1998       | 24 décembre 1996  | 27 avril 1999                      | 2 ans, 4 mois et 3 jours  |
| 5   | Ionatana Ionatana | Ionatana Ionatana (1938-2000) | —            | 27 avril 1999     | 8 décembre 2000 (mort en fonction) | 1 an, 7 mois et 11 jours  |
| —   | Lagitupu Tuilimu  | Lagitupu Tuilimu              | intérim      | 8 décembre 2000   | 24 février 2001                    | 2 mois et 16 jours        |
| 6   | Faimalaga Luka    | Faimalaga Luka (1940-2005)    | —            | 24 février 2001   | 14 décembre 2001                   | 9 mois et 20 jours        |
| 7   | Koloa Talake      | Koloa Talake (1934-2008)      | —            | 14 décembre 2001  | 2 août 2002                        | 7 mois et 19 jours        |
| 8   | Saufatu Sopoanga  | Saufatu Sopoanga (1952-2020)  | 2002         | 2 août 2002       | 27 août 2004                       | 2 ans et 25 jours         |
| 9   | Maatia Toafa      | Maatia Toafa (né en 1954)     | —            | 27 août 2004      | 14 août 2006                       | 1 an, 11 mois et 18 jours |
| 10  | Apisai Ielemia    | Apisai Ielemia (1955-2018)    | 2006         | 14 août 2006      | 29 septembre 2010                  | 4 ans, 1 mois et 15 jours |
| (9) | Maatia Toafa      | Maatia Toafa (né en 1954)     | 2010         | 29 septembre 2010 | 24 décembre 2010                   | 2 mois et 25 jours        |
| 11  | Willy Telavi      | Willy Telavi (né en 1954)     | —            | 24 décembre 2010  | 1er août 2013                      | 2 ans, 7 mois et 8 jours  |
| 12  | Enele Sopoaga     | Enele Sopoaga (né en 1956)    | — 2015       | 1er août 2013     | 19 septembre 2019                  | 6 ans, 5 mois et 18 jours |
| 13  | Kausea Natano     | Kausea Natano (né en 1957)    | 2019         | 19 septembre 2019 | 26 février 2024                    | 4 ans, 5 mois et 7 jours  |
| 14  | Feleti Teo        | Feleti Teo (né en 1962)       | 2024         | 26 février 2024   | en fonction                        | 1 an, 1 mois et 19 jours  |